# Toples
 Toples ist eine der bekanntesten polnischen Bands. Toples wird dem Disco Polo, der polnischen Variante des Eurodance zugerechnet.

## Bandgeschichte
Toples tritt zwar als Band auf, ist aber im Wesentlichen das Werk des Sängers Marcin Siegieńczuk, der auch Musik und Text schreibt. Den ersten großen Erfolg hatte Toples 1999 mit ihrem bis heute bekanntesten Titel „Ciało do ciała“, der auch auf der gleichnamigen ersten CD erschien. 2001 erschien „Ale szopka“, eine CD mit überwiegend traditionellen, aber auch zwei neu geschriebenen Weihnachtsliedern. 2004 schien die Geschichte mit der Zusammenstellung der größten Erfolge „1998–2003“ beendet zu sein, von Auflösung war die Rede. Doch 2005 meldete sich Marcin Siegieńczuk zurück, „Zostajemy do końca“ (auf Deutsch: „Wir bleiben bis zum Schluss“) ist der bezeichnende Titel der CD.

## Erfolgstitel
- 1998: Przestań kłamać mała
- 1999: Ciało do ciała
- 2003: Hej, dobry D.J.

## Diskografie
- Przestań kłamać mała (1998)
- Ciało do ciała (1999)
- Kochaś (2000)
- Kobiety rządzą nami (2001)
- Ale szopka! (2001)
- Nie mydło, nie granat (2002)
- Gdzie strona tam żona (2003)
- 1998 - 2003 (2004)
- Zostajemy do końca (2005)
- Moje piosenki - moje życie 1998 - 2008 (2008)